# Victorio Taccetti
Victorio María José Taccetti (Buenos Aires, 22 de enero de 1943) es un diplomático de carrera argentino. Se desempeñó como embajador en México, Italia y Alemania, y Secretario de Relaciones Exteriores de la Nación (2008-2010).

## Biografía
Estudió abogacía en la Universidad del Salvador, graduándose en 1963 y en 1973 ingresó al Instituto del Servicio Exterior de la Nación. Se especializó en relaciones económicas internacionales en la Universidad de Florencia (Italia) y realizó una maestría en ciencias políticas en la Universidad de Houston (Estados Unidos).
En su carrera diplomática fue enviado a Estados Unidos, cumpliendo funciones en la embajada en Washington D. C. y en los consulados argentinos en Houston y Nueva York.
En 1992 alcanzó el rango de embajador. Entre 1992 y 1994 fue Subsecretario Técnico del Ministerio de Relaciones Exteriores, Comercio Internacional y Culto de la Nación. Ese último año, el presidente Carlos Saúl Menem lo designó embajador en México, ocupando el cargo hasta 1999, cuando fue nombrado Subsecretario de Política Exterior en la Cancillería. Al año siguiente fue asesor de José Octavio Bordón, quien se desempeñaba como ministro de Cultura y Educación de la provincia de Buenos Aires.
Regresó al Ministerio de Relaciones Exteriores en la presidencia de Eduardo Duhalde, siendo primero Subsecretario de Política Latinoamericana y luego jefe de gabinete del ministro Carlos Ruckauf.
Peronista, integró los equipos de relaciones internacionales de la campaña presidencial de Néstor Kirchner en 2003, junto a Juan Pablo Lohlé y Jorge Taiana. En diciembre de 2003 Kirchner lo designó embajador en Italia, siendo también representante permanente de Argentina ante la Organización de las Naciones Unidas para la Alimentación y la Agricultura (FAO), y embajador concurrente en Albania y Malta.
Tras la renuncia de Roberto García Moritán (p), fue designado Secretario de Relaciones Exteriores de la Nación (viceministro), bajo el ministro Jorge Taiana. Ocupó el cargo hasta junio de 2010, tras el reemplazo de Taiana por Héctor Timerman. Posteriormente fue designado embajador en Alemania por la presidenta Cristina Fernández de Kirchner, presentando sus cartas credenciales ante el presidente alemán Christian Wulff el 25 de octubre de 2010. Dejó la embajada en 2013, para acogerse a los beneficios de la jubilación. .
En 2021 ocupó el cargo de Director de Instituto del Servicio Exterior de la Nación durante 5 meses, desde febrero hasta junio de dicho año.

## Obras
- Constelación Sur: América Latina frente a la globalización. Buenos Aires, Fondo de Cultura Económica (1997).[1]
- En Unión y Libertad. Nacionalidad y democracia en la América Latina posmoderna. Ciudad de México, Editorial Miguel Ángel Porrúa (1999).[1]

## Condecoraciones
- Banda de la Orden Mexicana del Águila Azteca.[5]
- Caballero de la Orden al Mérito de la República Italiana.[5]
- Gran Cruz de la Orden al Mérito de Chile (2011)[11]